# جيروم روبنز
جيروم روبنز (بالإنجليزية: Jerome Robbins) (11 من أكتوبر 1918م – 29 من يوليو 1998م) هو منتج مسرحي أمريكي ومُخرج ومُدرِّب رقصات كان معروفًا في المقام الأول بمسرح برودواي وفن الباليه والرقص، لكنه أيضًا قام بإخراج أفلام وأخرج وأنتج برامج تليفزيونية. وقد اشتملت أعماله على كل شيء بداية من الباليه الكلاسيكي وحتى المسرح الموسيقي المعاصر. ومن إنتاجاته المسرحية العديدة: في المدينة (On the Town)، وبيتر بان (Peter Pan)، وهاي بوتون شوز (High Button Shoes)، والملك وأنا (The King And I)، وذا باجاما جيم (The Pajama Game)، والأجراس ترن (Bells Are Ringing)، وقصة الحي الغربي (West Side Story)، والغجري: أسطورة موسيقية (Gypsy: A Musical Fable)، وأيضًا عابث على السطح (Fiddler on the Roof). وحاز روبنز على جائزة توني (Tony Award) خمس مرات، كما حصل على أوسمة شرف من مركز كينيدي. كما حصل على جائزة الأوسكار مرتين، من ضمنهما جائزة الأوسكار لأفضل مخرج سينمائي مع روبرت وايز عن فيلم قصة الحي الغربي في عام 1961م. وقد أُنتج فيلم وثائقي عن حياته وأعماله بعنوان شيء ترقص طربًا من أجله (Something to Dance About)، وهو يعرِض مقتطفات من مذكَّراته اليومية ومسرحياته الأرشيفية بالإضافة إلى مشاهد مُصوَّرة في البروفات ومقابلات مع روبنز وزملائه، وكان العرض الحصري الأول على قناة بي بي إس (PBS) في عام 2009.

## المقالات
| - NY Times, August 9, 1998 - NY Times, Alan Riding, March 12, 1999 | - NY Times, Alastair Macaulay, April 27, 2008 |

## وصلات خارجية
- الموقع الرسمي
- جيروم روبنز على موقع IMDb (الإنجليزية)
- جيروم روبنز على موقع الموسوعة البريطانية (الإنجليزية)
- جيروم روبنز على موقع ميوزك برينز (الإنجليزية)
- جيروم روبنز على موقع تيرنر كلاسيك موفيز (الإنجليزية)
- جيروم روبنز على موقع أول موفي (الإنجليزية)
- جيروم روبنز على موقع قاعدة بيانات برودواي على الإنترنت (الإنجليزية)
- جيروم روبنز على موقع إن إن دي بي (الإنجليزية)
- جيروم روبنز على موقع قاعدة بيانات الفيلم (الإنجليزية)

### مقاطع الفيديو
- Archive footage of ABT (then Ballet Theatre) performing Robbins' ballet Interplay in 1949 at Jacob's Pillow